# Carmelina Moscato
Carmelina Moscato (* 2. Mai 1984 in Mississauga, Ontario) ist eine ehemalige kanadische Fußballspielerin und -trainerin. Sie spielte in 94 A-Länderspielen für die kanadische Nationalmannschaft in der Abwehr.

## Werdegang
2002 gewann sie mit der U-19 bei der U-19-Weltmeisterschaft Silber und wurde für das FIFA All Star Team nominiert.
Moscato machte einen Monat vor ihrem 18. Geburtstag am 3. April 2002 gegen Australien ihr erstes von mittlerweile 54 Länderspielen und spielte danach bis März 2004 regelmäßig in der Nationalmannschaft. Beim Algarve-Cup 2003 und in der Qualifikation für die Olympischen Spiele 2004 gelangen ihr ihre ersten beiden Länderspieltore. 2006 folgte ein weiteres Spiel, danach kam sie erst wieder im Mai 2009 zu Einsätzen und wurde ab da wieder regelmäßig eingesetzt. 2010 gewann sie mit der Nationalmannschaft den Gold Cup, wodurch sich Kanada direkt für die WM 2011 qualifizierte. Sie war Mitglied des kanadischen Kaders für die WM, kam aber als einzige Feldspielerin nicht zum Einsatz. Dagegen wurde sie bei den Olympischen Spielen 2012 in allen sechs Spielen eingesetzt und gewann mit Kanada die Bronzemedaille.
In der Saison 2013 spielte sie in der neugegründeten National Women’s Soccer League, der höchsten amerikanischen Profiliga im Frauenfußball, zuerst für die Chicago Red Stars. Ende Juni 2013 wechselte Moscato zum Ligakonkurrenten Boston Breakers. Im September 2013 wurde ihr Wechsel zum Ligakonkurrenten Seattle Reign FC im Tausch für Kaylyn Kyle bekannt. Für Seattle kam Moscato lediglich zu einem Kurzeinsatz und befand sich zur Saison 2015 nicht mehr im kanadischen Zuweisungspool. Dennoch wurde sie im folgenden Jahr in den Kader für die Weltmeisterschaft im eigenen Land berufen. Im Winter 2016 beendete Moscato ihre Karriere und wechselte zum kanadischen Fußballverband. Bei Canada Soccer wird sie den Posten als Regional EXCEL Talent Manager übernehmen, daneben gehört sie zum Staff der Vancouver Whitecaps und FC Edmonton Academie.

## Erfolge
- W-League Meister 2004
- CONCACAF Women’s Gold Cup 2010 Sieger
- Zypern-Cup-Sieger 2010 und 2011
- Bronzemedaille bei den Olympischen Spielen 2012